# 캠프 폴링 워터
캠프 홀링 워터(Camp Falling Water)는 경기도 의정부시 의정부동에 있던 제8군 주한 미국 육군의 군영이다. 1953년 휴전선언 이후부터 2011년까지 이용되고 폐쇄되었다. 현재 의정부시에 반환이 되었고 지금은 의정부역 주차장 및 공원으로 사용되고 있다.

## 현재 상태
캠프 폴링 워터의 땅 57,868 m2 이 반환되었다. 의정부시청은 약 16,000 m2에 두 개 시민공원을 조성하고 나머지는 상업용 부지로 지정하였는데, 상업용 부지의 20,796 m2와 28,658 m2의 땅이 각각 철도청과 국방부에 할당되었다.
철도청이 가져갔던 땅은 신세계그룹에서 사들이고 신세계 의정부점을 지었다. 2012년 4월 20일 개설된 백화점 주변에 환경조성을 위해 의정부시청은 신세계그룹과 협업하여 코스모스를 심어 꽂밭을 조성하기로 정했다. 8월 2일에 의정부시청의 캠프 외벽을 허무는 건의안이 국방부와의 협상을 통해 승인되었다. 안병용 시장은 일부 담장은 남겨서 캠프 폴링 워터가 있었다는 역사적 증거자료로 쓸 것이라고 밝혔다.

## 주둔했었던 부대
- 공병대
- AFKN

## 참고
1. ↑  “의정부역앞 미군부대 담장 허물어 코스모스 꽃밭으로…”. 뉴시스. 중앙일보. 2012년 9월 24일. 2019년 11월 6일에 확인함.[깨진 링크(과거 내용 찾기)]